# Bellezze in motoscooter
Bellezze in motoscooter è un film del 1952 diretto da Carlo Campogalliani.